# Country-Musik 1941
Die Liste bietet eine Übersicht über das Jahr 1941 im Genre Country-Musik.

## Ereignisse
- 1. Januar: Die Radiostationen beginnen einen 10-monatigen Streik gegen die ASCAP; infolgedessen werden vor allem Stücke der Hillbilly-Musik gespielt, die oftmals noch lizenzfrei waren.
- Oktober: Die WSM Grand Ole Opry veranstaltet die Camel Country, eine Tournee zur Unterhaltung amerikanischer Soldaten.

## Top-Hits des Jahres
- Alamo Rag – Adolph Hofner
- Along the Santa Fe Trail – Bing Crosby
- Be Honest With Me – Gene Autry
- Be Honest with Me – Roy Acuff
- Be Honest with Me – Red Foley
- Come Back Little Pal – Roy Acuff
- Cool Water – Sons of the Pioneers
- It Makes No Difference Now – Gene Autry
- Live and Let Live – Wiley Walker & Gene Sullivan
- New San Antonio Rose – Bing Crosby
- Old Shep – Red Foley
- The Precious Jewel – Roy Acuff
- Sweethearts Or Strangers – Jimmie Davis
- Take Me Back To Tulsa – Bob Wills and his Texas Playboys
- Tears On My Pillow – Gene Autry
- Time Changes Everything – Bob Wills and his Texas Playboys
- Walking The Floor Over You – Ernest Tubb
- When My Blue Moon Turns to Gold Again – Wiley Walker & Gene Sullivan
- Won't You Ride In My Little Red Wagon – Hank Penny
- Worried Mind – Roy Acuff
- Worried Mind – Bob Wills and his Texas Playboys
- You Are My Sunshine – Gene Autry
- You Are My Sunshine – Bing Crosby
- Too Late – Jimmie Davis
- I'll Never Let You Go Little Darling – Jimmy Wakely
- Twin Guitar Special – Bob Wills and his Texas Playboys
- Lil Liza Jane – Bob Wills and his Texas Playboys
- My Mary – Jimmie Davis
- In My Adobe Hacienda – Louise Massey
- Draftee Blues – Johnny Bond
- A Year Ago Tonight – Gene Autry
- I'll Never Let You Go Little Darling – Gene Autry
- I Hung My Head And I Cried – Jimmie Davis

## Geboren
- 05. Februar – Henson Cargill († 2007)
- 28. März – Charlie McCoy
- 22. Mai – Lee Dresser († 2014)
- 21. Juni – Vince Everett
- 14. August – Connie Smith
- 26. September – David Frizzell
- 17. Oktober – Earl Thomas Conley († 2019)
- 06. November – Guy Clark († 2016)
- 06. November – Doug Sahm († 1999)
- 09. November – Tom Fogerty († 1990)
- 27. November – Eddie Rabbitt († 1998)
- 29. November – Jody Miller († 2022)
- 06. Dezember – Helen Cornelius († 2025)
- 26. Dezember – Rattlesnake Annie

## Gestorben
- 17. November – Henry Whitter